# Гиагинский молочный завод
Гиагинский молочный завод — предприятие молочной промышленности в республике Адыгея, наиболее известная продукция — адыгейский сыр.

## История

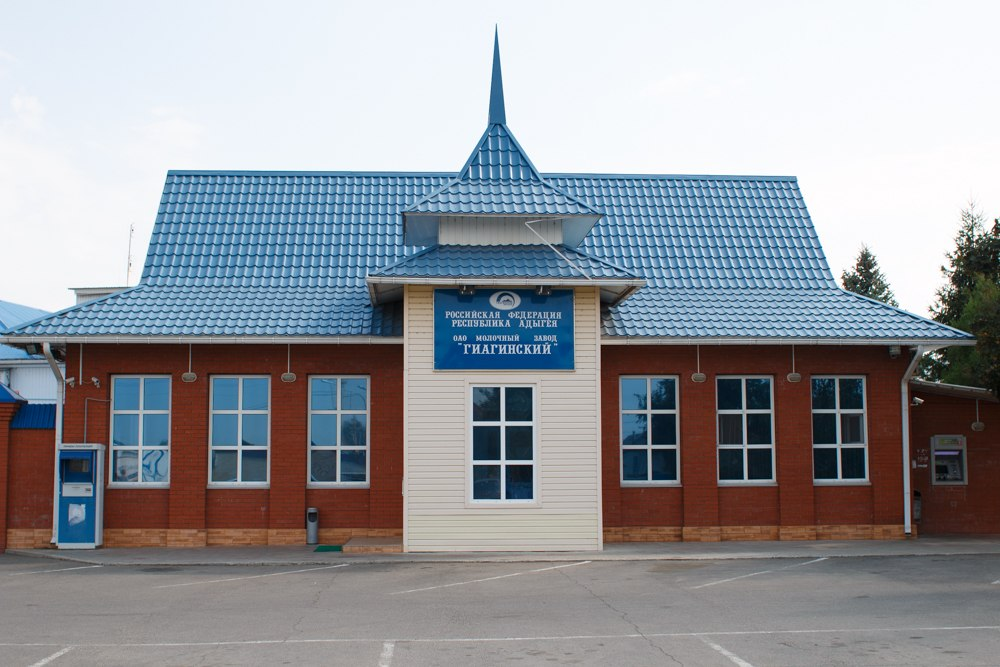
Здание Административного корпуса Гиагинского молочного завода

Датой основания предприятия считается 1949 год: в этом году одна из изб станицы Гиагинской была отведена под приёмку и первичную, полностью ручную, переработку молока.
В 1968 году были приобретены 2 линии для производства масла и фасовочная машина, после этого основной специализацией завода стало сливочное масло.
В 1979—1980 году были построены новые цеха, маслоцех получил новую линию производства масла мощностью 1000 кг в час и камеру хранения на 100 тонн.
В 1983 году установлены 10-тонные сепараторы сливкоотделители.
В 1988—1989 установлена поточная машина по производству казеина мощностью 150 кг выпаренной влаги в час.
В 1992 году завод стал открытым акционерным обществом, его генеральным директором избрали Сергея Гусейнова. В 1996 году состоялся полный отказ от нерентабельного производства казеина. С 1998 года началось технологическое переоснащение и осовремененивание производства, завод стал выпускать широкий ассортимент мягких и полутвёрдых сыров, завод был перепрофилирован в сыродельный. Сыры сулугуни и чечил, ранее транспортировавшиеся в чанах с рассолом и имевшие срок хранения до 36 часов, в вакуумной упаковке получили возможность сохранять свежесть в течение месяца. Одним из «ноу-хау» Гиагинского завода стала аренда пахотных земель под сено, которое завод затем поставляет индивидуальным хозяйствам в обмен на молоко.
В 2003 году объём ежедневного выпуска различных сортов адыгейского сыра был доведён до 12 тонн. После приобретения в том же году немецкой упаковочной линии «Дарфреш» продукция завода стала узнаваемой, срок годности сыров увеличился от 60 до 80 суток. Техническое переоснощение и расширение рынка сбыта позволило предприятию увеличить объёмы выпускаемой продукции. В 2010 году, после запуска нового цеха по производству адыгейского сыра, появилась возможность довести выпуск до 3000 тонн в год, а в общей сложности Гиагинский завод перерабатывал свыше 46 % молочного сырья и выпускал около 50 % всех молочных продуктов в Адыгее (в 2004 году 80 % закупок сырья осуществлялось в Краснодарском крае). В 2011 году на Гиагинском заводе было произведено около 6 тыс. т рассольных сыров — почти треть от общероссийского объёма производства в этом году (18,45 тыс. т). В 2014 году завод произвел около 3500 тонн мягких и полутвердых сыров; до 3000 тонн масла и спредов; более 2000 тонн сухой молочной сыворотки.
В лабораториях предприятия ведётся научно-экспериментальная работа по созданию новых продуктов, улучшению питательных и потребительских свойств уже известного ассортимента. В 2007 году начал работу цех сушки сыворотки, остающейся при производстве сыра. Сушка сыворотки превратила производственный процесс в практически безотходный: сухая сыворотка используется в производстве мороженого, фармацевтике, хлебопекарной и кондитерской промышленности.
Завод имеет собственный автопарк для доставки продукции. По состоянию на 2015 год на Гиагинском молочном заводе работают 477 человек; в производстве на 80 % используется ручной труд.
В сентябре 2020 года стало известно, что «Гиагинский» молочный завод принял участие в фестивале адыгейского сыра.

## Руководители

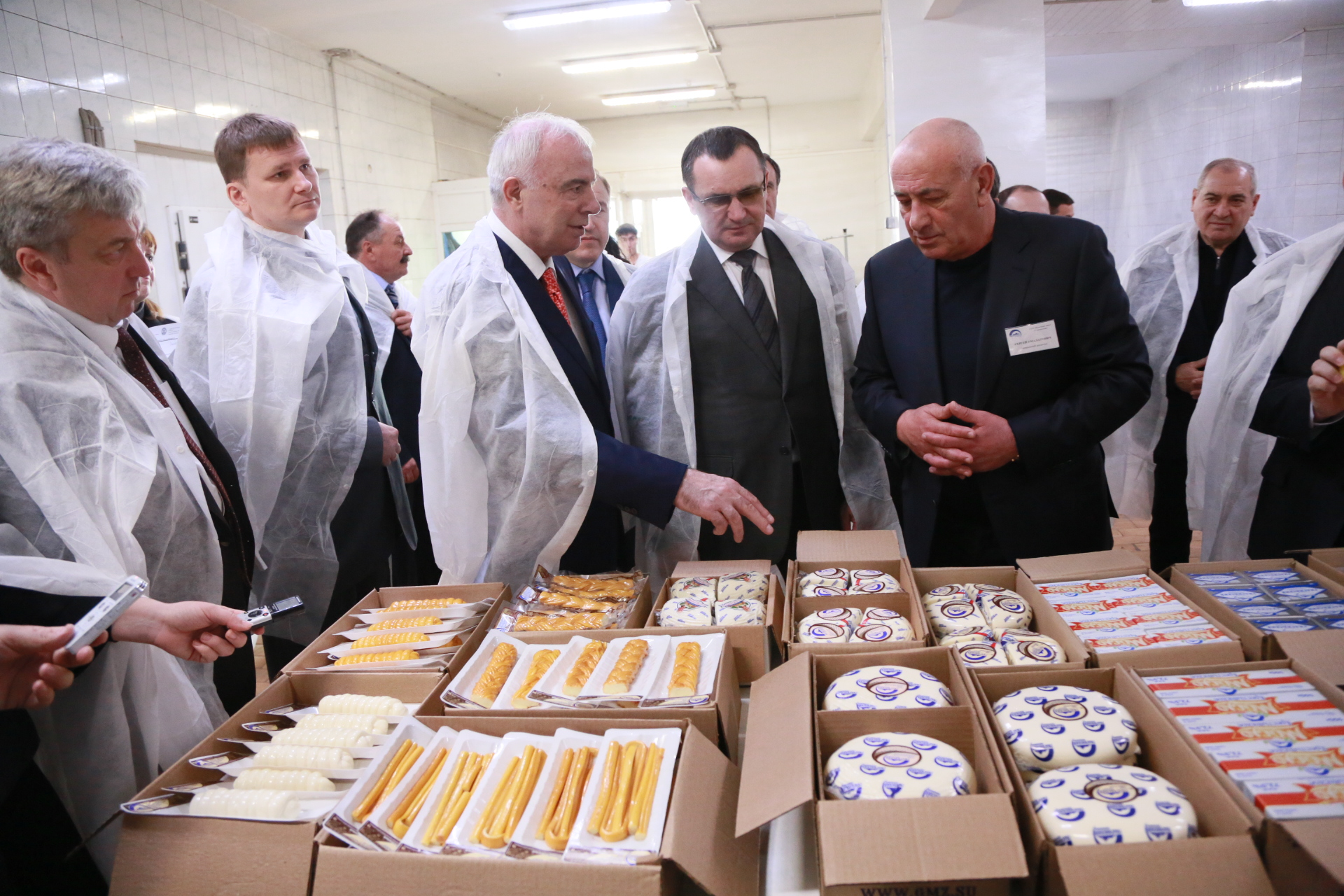
Гендиректор молзавода Гусейнов и глава Адыгеи Тхакушинов знакомят министра сельского хозяйства Фёдорова с продукцией предприятия, 2015

1. Расторгуев Юрий Александрович (с 1949 года)
2. Тлебзу Мариет Хапотиковна
3. Денисенко Георгий Михайлович (с 1959 года)
4. Берлева Татьяна Константиновна
5. Константинов Эдуард Михайлович
6. Тополя Владимир Дмитриевич
7. Жудик Петр Павлович
8. Хакуринов Галим Шалихович
9. Чунтыжев Мурат Хасанович
10. Гусейнов Сергей Умалатович (с 1988 года)
11. Шамиль Сергеевич Гусейнов

## Продукция
Специализация завода — производство сливочного масла и сыров. Производятся сыры: «Адыгейский», «Адыгейский копчёный», «Адыгейский домашний», «Сулугуни», «Косичка копчёная», «Косичка копчёная Дарфреш», «Чечил», «Чечил копчёный», «Охотничий копчёный», а также сливочное масло: «Крестьянское», «Традиционное», фасованное и весовое, спреды «Гиагинский» и «Кубанский», топлёное масло.
Юрлицо предприятия обладает свидетельством на право пользования наименованием места происхождения товара «сыр адыгейский».